# 穆罕默德·本·伊德里斯·沙斐仪
穆罕默德·本·伊德里斯·沙斐仪（767年-820年）阿拉伯穆斯林神学家，伊斯兰法学原理的奠基人之一，常被称为“谢赫伊斯兰”，四大伊玛目之一。他的学说后来演变成为逊尼派伊斯兰四大教法学之一的沙斐仪派。他是马利克·阿本·阿纳斯最为杰出的学生。